# Victims of Death
Victims of Death je drugi demoalbum njemačkog thrash metal sastava Sodom objavljen 1984. godine.

## Popis pjesama
1. "Witchhammer" - 3:41
2. "Devil's Attack" - 3:21
3. "Let's Fight" - 3:10
4. "Victims of Death" - 4:51
5. "Life from Hell" - 3:04
6. "Poisoned Blood" - 3:24
7. "Satan's Conjuration" - 2:51
8. "Witching Metal" - 3:04

## Zasluge
- Tom Angelripper - vokali, bas-gitara
- Aggressor - gitara
- Witchhunter - bubnjevi